# Valignat
Valignat ist ein zentralfranzösischer Ort und eine Gemeinde (commune) mit 65 Einwohnern (Stand 1. Januar 2022) im Département Allier im Norden der Region Auvergne-Rhône-Alpes (vor 2016 Auvergne). Sie gehört zum Arrondissement Vichy und zum Kanton Gannat.

## Lage
Valignat liegt in der Landschaft des Bourbonnais etwa 44 Kilometer westnordwestlich von Vichy. Umgeben wird Valignat von den Nachbargemeinden Bellenaves im Norden und Osten, Naves im Osten und Südosten, Vicq und Sussat im Süden sowie Veauce im Südwesten und Westen.

## Bevölkerungsentwicklung
| Jahr                       | 1962 | 1968 | 1975 | 1982 | 1990 | 1999 | 2006 | 2011 | 2019 |
| Einwohner                  | 93   | 87   | 52   | 47   | 42   | 57   | 69   | 77   | 76   |
| Quellen: Cassini und INSEE |      |      |      |      |      |      |      |      |      |

## Sehenswürdigkeiten
- Kirche Saint-André aus dem 11./12. Jahrhundert
- Schloss Ormet
- Kunstmuseum

Siehe auch: Liste der Monuments historiques in Valignat

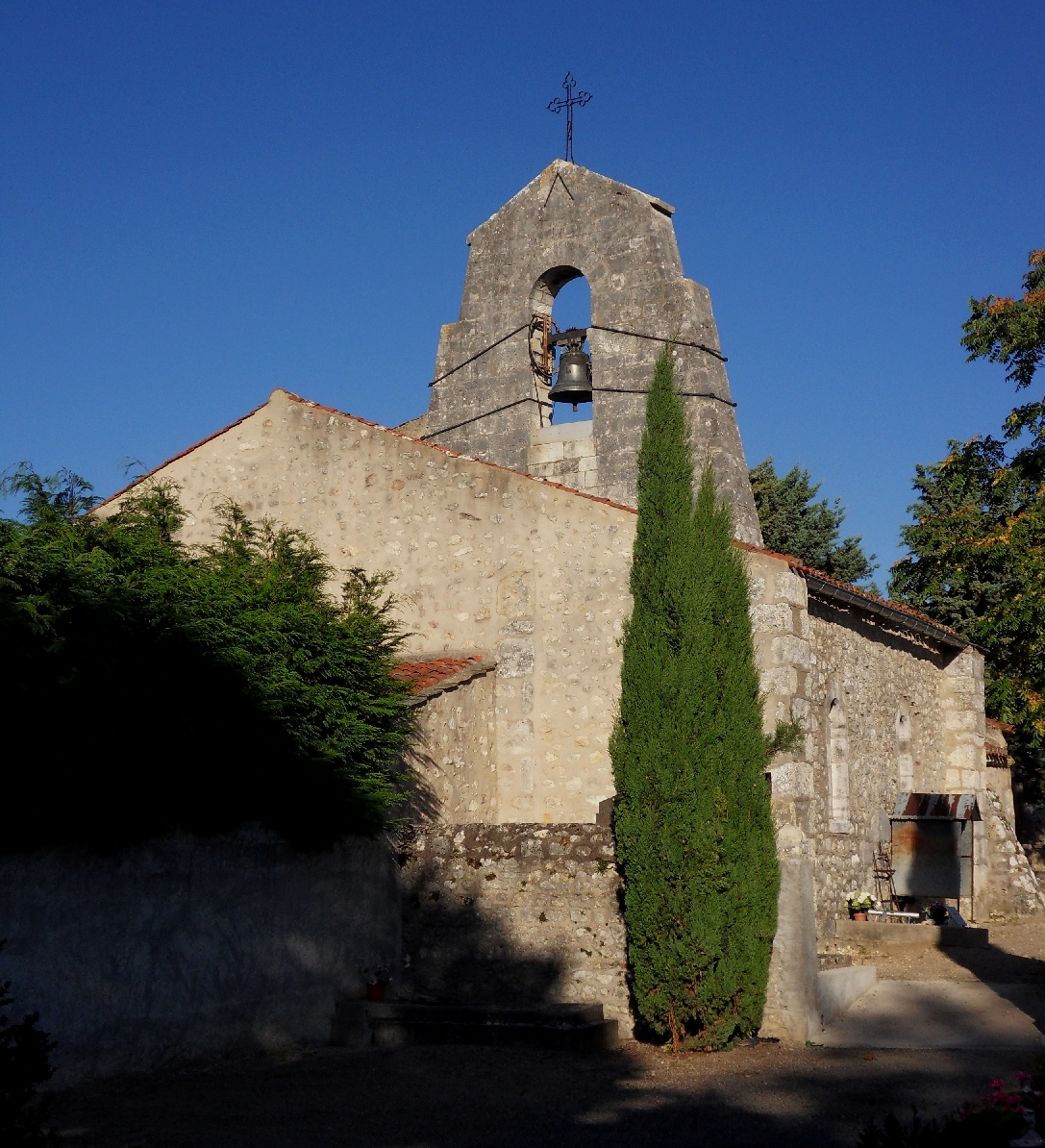
Kirche Saint-André